# Desertificación

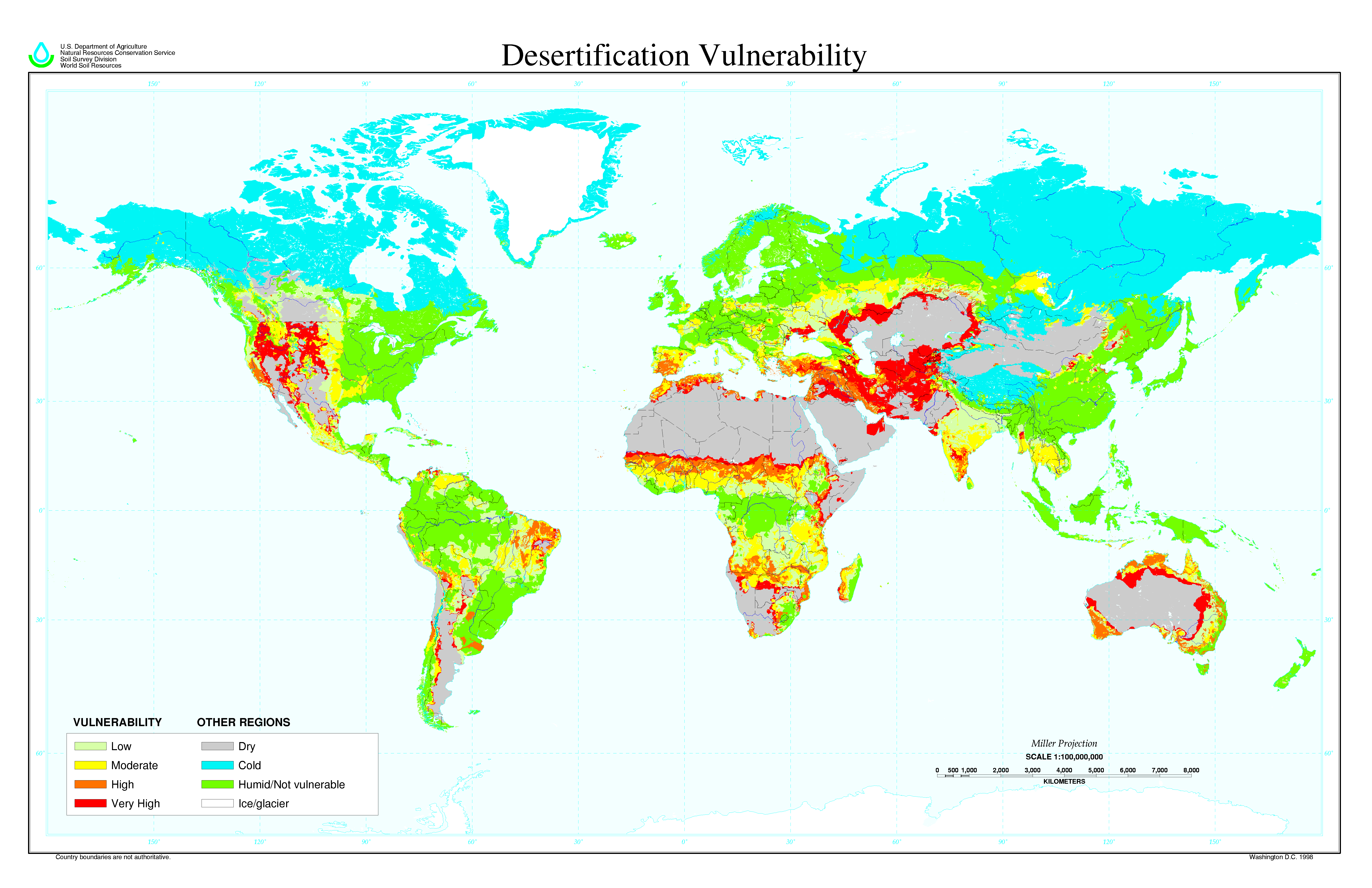
Mapa de zonas vulnerables a la desertificación.

La desertificación es un proceso de degradación ecológica en el que el suelo fértil y productivo pierde total o parcialmente el potencial de producción.
Las causas de la desertificación son la deforestación y destrucción de la cubierta vegetal, la subsiguiente erosión de los suelos, la sobreexplotación de acuíferos, la sobreirrigación y consecuente salinización de las tierras o la falta de agua. Con frecuencia el ser humano favorece e incrementa este proceso como consecuencia de actividades como el cultivo y el pastoreo excesivos o la deforestación.
El cambio climático también puede ser una causa de la desertificación mediante la reducción o las alteraciones en los patrones de las precipitaciones, lo cual provoca un mayor estrés hídrico y largos periodos de sequía en distintas zonas de África, Europa y Asia. Esta escasez de lluvias tendría también efecto directo en los cultivos de secano provocando una reducción de producción de los mismos. Estos aumentos de temperatura y la reducción de las cantidades de lluvia provocarán la desaparición de gran parte de los bosque de América Latina.
Según datos del Programa de las Naciones Unidas para el Medio Ambiente (PNUMA), el 35 % de la superficie de los continentes puede considerarse como áreas desérticas. Dentro de estos territorios sobreviven millones de personas en condiciones de persistente sequía y escasez de alimentos. Entre muchos otros factores, se considera que la expansión de estos desiertos se debe a acciones humanas.

## Evolución

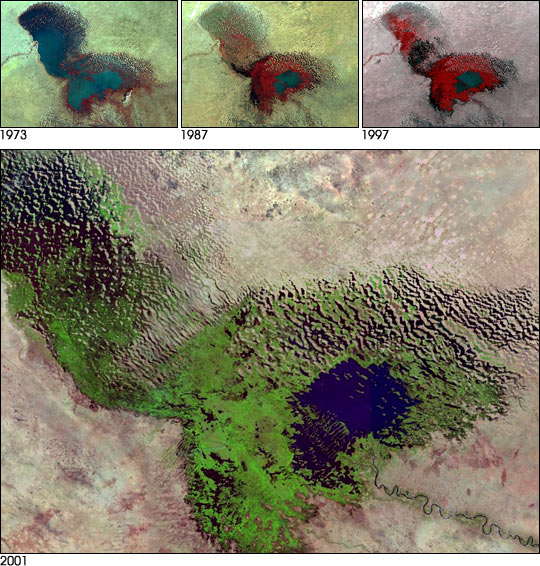
Imágenes satelitales del lago Chad. Se puede ver que para el 2000 el lago ya se había reducido un 95 % del tamaño que tenía en la década de 1960. El lago aparece en azul; la zona verde es vegetación que ha crecido en tierras antes sumergidas.

La desertificación puede ser causa o efecto del proceso de aridización. Originalmente esto pasa en las zonas que son fértiles, donde se practica la agricultura secuencial. El aumento de la población obliga a una explotación intensiva del terreno hasta que se produzca su agotamiento. La segunda etapa comienza cuando el suelo deja de ser fértil y se encuentra despojada de su cubierta vegetal, el agua y el viento lo erosionan más rápido hasta llegar a la roca.
En la mayor parte de las zonas de cultivo el suelo se erosiona mucho más deprisa de lo que demora en formarse. Podrían necesitarse décadas o siglos para que el paisaje volviera a cubrirse de verde. Este ecosistema puede acabar convirtiéndose en un desierto.

## Niveles de desertificación
- Desertificación moderada: la producción agrícola disminuye del 10 % al 25 %
- Desertificación severa: la producción agrícola disminuye del 25 % al 50 %
- Desertificación muy severa: la producción agrícola disminuye de más del 50 %, se forman grandes dunas o montículos de terreno seco y árido

## Zonas con desertificación
- Madagascar: es el país más erosionado del mundo. El 93 % del bosque tropical y el 66 % de su selva lluviosa han sido talados.[7]
- África: en países muy poblados y con pocos recursos, como los de la franja subsahariana, se observa un incremento de las zonas desérticas. Naciones que durante siglos habían sostenido sociedades prósperas, se encuentran ahora en el límite de la subsistencia.
- España: es el país de la Unión Europea con un máximo índice de desertificación.[8]
- Italia: la quinta parte de la superficie del país está en riesgo de desertificación.[9]
- Argentina: la Patagonia argentina, región sur de su vasto territorio, se halla muy afectada por este fenómeno en su parte central y en menor medida en su parte costera, debido al sobrepastoreo, el aprovechamiento incorrecto de los recursos hídricos y lacustres, y del espacio empleado para la agricultura, así como también influye la explotación petrolera.[10]
- Túnez: más de la mitad del país está cubierto por tierras desérticas, con el Sáhara al sur, que avanzan hacia el norte.

## Naciones Unidas
En 1977 se celebró en Nairobi, Kenia, la Conferencia de las Naciones Unidas sobre Desertificación.
En 1994 la Organización de las Naciones Unidas proclamó el 17 de junio como el Día Mundial de lucha contra la desertificación y la sequía.
En 1996 entró en vigor la Convención de las Naciones Unidas para la Lucha contra la Desertificación constituyendo el primer y único marco legalmente vinculante a escala internacional que ha sido creado para hacer frente al problema de la desertificación. La Convención se fundamenta en los principios de participación, colaboración y descentralización, y ha sido suscrito por 195 países.

## Atenuación de este proceso
A lo largo de los años se han estudiado diversos métodos para recuperar terrenos desertizados, muchas veces con éxito. Un método que ha tenido mucha aceptación es la reforestación progresiva de las zonas afectadas. Realizando un estudio dentro de cada caso, se van introduciendo especies de plantas que soporten los niveles de sequía en la zona, aumentando los niveles de humedad y progresivamente introduciendo nuevas especies ganando terreno sobre las zonas afectadas. Existe un caso práctico que se ha llevado a cabo en la década de 1930, con éxito en Villa Gesell, una pequeña ciudad de la costa de Argentina.
En Israel, el científico León Brenig presentó el proyecto Geshem (lluvia en hebreo), con el que pretende crear lluvia artificial. La lluvia artificial se basa en la denominada isla de calor, definida como región de una determinada superficie con una temperatura significativamente superior a la de sus alrededores, unos 6 °C por encima de esta, en la cual se atrapa el vapor de agua contenido en la atmósfera hasta una altura superior a 1 km, donde empieza a condensarse para, a continuación, provocar precipitaciones.
Este método ha creado cierta expectativa en el mundo científico, y va a ser probado por primera vez en Israel en el desierto del Néguev, a 150 km de la costa, una vez se disponga del material necesario para evitar la contaminación, y sea lo suficientemente barato para que su aplicación sea rentable. El proceso de investigación se puede prolongar hasta cinco años y no tendrá consecuencias negativas para el ambiente por lo que lograría resolver los problemas de flora y fauna que los trasvases y la desalinización provocan. Otros países como España siguen muy de cerca el desarrollo de este proyecto.
Los esfuerzos para aliviar la pobreza de las comunidades locales a través de grupos de autoayuda, los gobiernos nacionales a través de los planes de desarrollo y la comunidad internacional a través de asistencia para el desarrollo son a menudo inferiores a la sequía y la desertificación. La Convención de las Naciones Unidas de Lucha contra la Desertificación es una herramienta, a disposición de locales, comunidades y organizaciones de la sociedad civil, gobiernos locales y nacionales y subregionales y las instituciones regionales, para ayudar a consolidar estas ganancias. Mediante la utilización de los indicadores diseñados para supervisar y evaluar los cambios ambientales actores y medios de vida a todos los niveles pueden potenciar a sí mismos y tomar decisiones basadas en la evidencia.